# 34330 Bissoondial
34330 Bissoondial è un asteroide della fascia principale. Scoperto nel 2000, presenta un'orbita caratterizzata da un semiasse maggiore pari a 2,2652285 au e da un'eccentricità di 0,1064846, inclinata di 5,29914° rispetto all'eclittica.